# Mumuni Abudu Seidu
Mumuni Abudu Seidu (...) è un politico ghanese e un ex ministro senza portafoglio.
Dal 1992 al 2004 Seidu è stato membro del Parlamento del Ghana eletto nella constituency Wa Central della regione nordoccidentale.